# Pica Palomèra
La Pica Palomèra és una muntanya de 2.448 metres que es troba al municipi de Vielha e Mijaran a la Vall d'Aran. És el cim culminant de la sèrra des Armèros.